# Dialineura lyneborgi
Dialineura lyneborgi är en tvåvingeart som beskrevs av Zaitzev 1971. Dialineura lyneborgi ingår i släktet Dialineura och familjen stilettflugor. Inga underarter finns listade i Catalogue of Life.